# Leybuchtpolder
 (septembre 2020).
Leybuchtpolder est un village de la commune allemande de Norden, dans l'arrondissement d'Aurich, Land de Basse-Saxe.

## Géographie
Leybuchtpolder est le territoire le plus récent de Norden. De 1947 à 1950, le polder est finalement récupéré de la mer du Nord lorsque la digue de Störtebeker, longue de près de 5 km, est fermée. Sur le plan administratif, Leybuchtpolder est le deuxième plus jeune quartier après Tidofeld, qui intègre Norden en 1996.

## Histoire
Lorsque le golfe de Ley (Leybucht en allemand) s'effondre lors d'une onde de tempête le 9 octobre 1374, environ 20 000 hectares de terres sont inondés. Le nord (le centre du village actuel) et Marienhafe ont accès au large. Norden est une ville portuaire d'une certaine importance pendant des siècles. Au cours des siècles suivants, des mesures de remise en état des terres sont menées successivement, aboutissant à la digue du polder du golfe de Ley. Des digues plus étendues sont envisagées dans les années 1950, mais ne sont plus mises en œuvre par la suite pour des raisons de conservation de la nature, le golfe de Ley est une aire de repos d'oiseaux.
Une fois la digue terminée, la colonisation des terres nouvellement récupérées commence en 1952. Les principaux nouveaux habitants sont les personnes déplacées des anciens territoires de l'est du Reich allemand. Les colons locaux et les personnes déplacées reçoivent la moitié des terres. Les ouvriers de la digue qui avaient rendu possible l'acquisition du terrain par leur travail sont privilégiés.
Les zones de peuplement suivantes sont créées au sein du polder : 53 exploitations agricoles d'une superficie de 10 à 16 hectares, 21 entreprises d'une taille de 7 à 10 hectares et 28 ateliers d'ouvriers et d'artisans avec des sites d'un hectare. Environ douze kilomètres de routes sont posés.
La municipalité de Leybuchtpolder est officiellement fondée le 1er juillet 1954. À partir de 1965, elle est membre de la Samtgemeinde Leybucht, puis fusionne avec Norden dans le cadre de la réforme municipale de Basse-Saxe le 1er juillet 1972. Depuis, Leybuchtpolder est un Stadtteil avec son propre délégué au conseil municipal de Norden.

## Source, notes et références
- (de) Cet article est partiellement ou en totalité issu de l’article de Wikipédia en allemand intitulé « Leybuchtpolder » (voir la liste des auteurs).

1. ↑  (de) Statistisches Bundesamt, Historisches Gemeindeverzeichnis für die Bundesrepublik Deutschland. Namens-, Grenz- und Schlüsselnummernänderungen bei Gemeinden, Kreisen und Regierungsbezirken vom 27.5.1970 bis 31.12.1982, 1983 (ISBN 3-17-003263-1), p. 264